# Séisme de 2017 au Chiapas
Le séisme au large du Chiapas au Mexique est un séisme survenu le 7 septembre 2017 à 23 h 49 heure locale (8 septembre, 4 h 49 UTC), dont l'épicentre se situe dans l'océan Pacifique, au large de l'État du Chiapas. D'une magnitude de 8,2, il est suivi de plusieurs centaines de répliques dans les deux journées qui suivent, dont certaines approchant la magnitude 6. Au 9 septembre, 720 répliques avaient été enregistrées,.
Ce séisme fait partie des catastrophes environnementales de l'été 2017. Le séisme a fait un ravage de 1 400 habitations détruites.

## Contexte
Depuis un siècle, seul le séisme de 1985 à Mexico avait montré une puissance comparable dans ce pays,. Le séisme survient 22 ans après un séisme (en) survenu dans la même ville le 20 octobre 1995.

## Victimes et dommages matériels

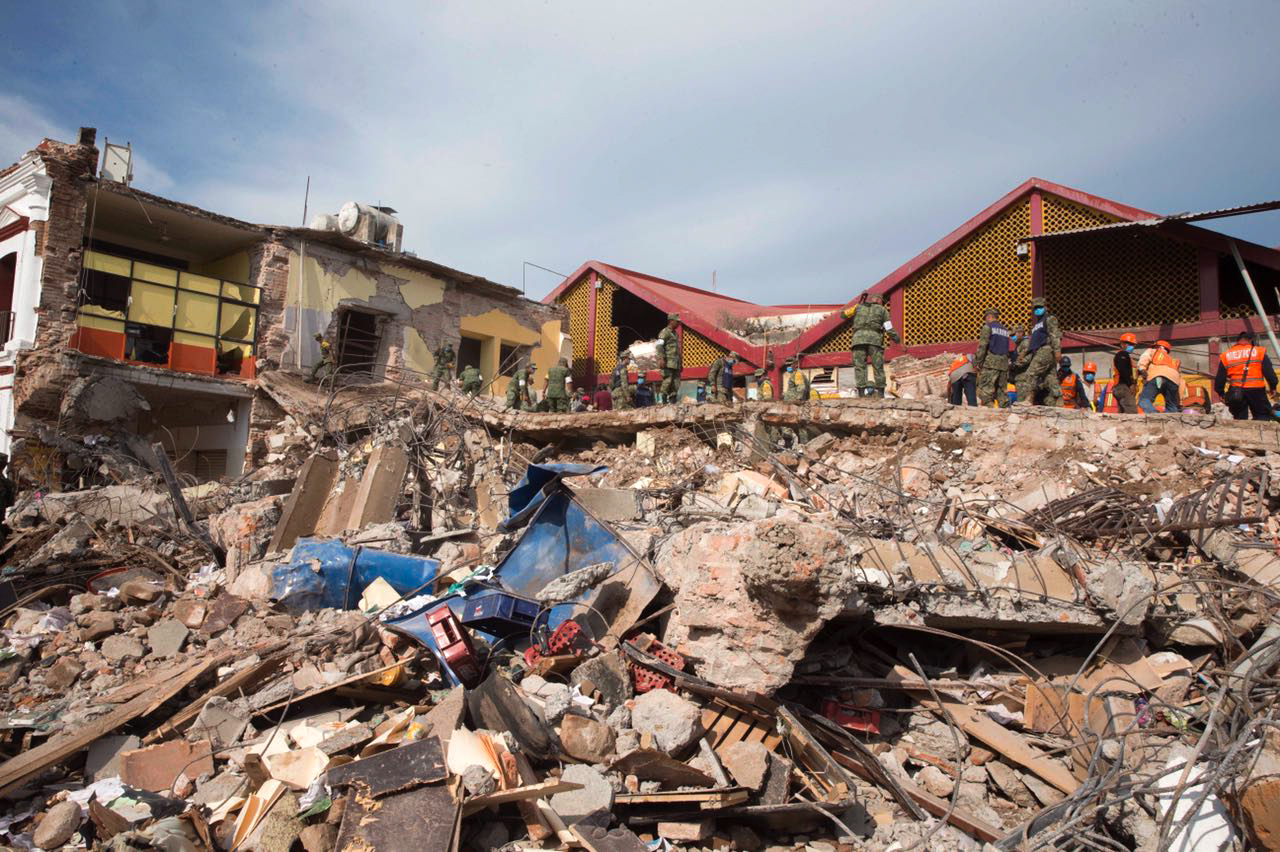
Bâtiment effondré dans le Chiapas.

Le séisme fait au moins 98 morts dans les États du Chiapas, d'Oaxaca et de Tabasco et occasionne de nombreux dégâts matériels,,.
Une alerte au tsunami est lancée.
Le 9 septembre, les recherches sont arrêtées par les autorités, et un deuil national de trois jours est décrété,.

## Caractéristiques et mécanisme
Les divers instituts de sismologie mondiaux (USGS, IPGP, CSEM) donnent en majorité des profondeurs intermédiaires pour l'hypocentre entre 50 et 70 km de profondeur. Le mécanisme au foyer est également très constant pour ces organismes, et présente un contexte d'extension (faille normale). L'IPGP donne les valeurs suivantes pour les deux plans de faille possibles du mécanisme (azimut/strike, pendage/dip, rake) : (153°, 14°,-71°), ou bien (313°, 77°, -95°). C'est-à-dire soit un plan de faille légèrement penché et plongeant vers le sud-ouest, soit une faille quasiment verticale.